# Ceratopogon taivoi
Ceratopogon taivoi är en tvåvingeart som beskrevs av Remm 1974. Ceratopogon taivoi ingår i släktet Ceratopogon och familjen svidknott. Inga underarter finns listade i Catalogue of Life.